# A Tribute to Eva Cassidy
A Tribute To Eva Cassidy utkom den 14 mars 2012 och bygger på den omfattande turnén, "En hyllning till Eva Cassidy".  Den svenska sångerskan Caroline Larsson tolkar här Eva Cassidys låtar, tillsammans med den klassiska gitarristen Bengt Magnusson.

## Låtlista
| Nr  | Titel                   | Kompositör                      | Arrangemang     | Längd |
| --- | ----------------------- | ------------------------------- | --------------- | ----- |
| 1.  | Over the Rainbow        | E.Y Harburg, Harold Arlen       | Bengt Magnusson | 3:41  |
| 2.  | Penny to My Name        | Roger Henderson                 | Bengt Magnusson | 3:37  |
| 3.  | You Take My Breath Away | Claire Hamill                   | Bengt Magnusson | 4:00  |
| 4.  | True Colors             | Billy Steinberg, Tom Kelly      | Bengt Magnusson | 3:22  |
| 5.  | Songbird                | Christine McVie                 | Bengt Magnusson | 2:45  |
| 6.  | Kathy's Song            | Paul Simon                      | Bengt Magnusson | 2:08  |
| 7.  | Autumn Leaves           | Johnny Mercer, Joseph Kosma     | Bengt Magnusson | 4:32  |
| 8.  | Say Goodbye             | Steven Digman, Andrew Hernandez | Bengt Magnusson | 3:11  |
| 9.  | Tennessee Waltz         | Redd Stewart, Pe Wee King       | Bengt Magnusson | 2:33  |
| 10. | Won't Be Long           | Leslie McFarland                | Bengt Magnusson | 2:04  |
| 11. | Fields Of Gold          | Sting                           | Bengt Magnusson | 4:42  |

## Listplaceringar
| Lista (2012) | Topplacering |
| ------------ | ------------ |
| Sverige      | 18           |